# Det indre marked
Den Europæiske Unions (EU) indre marked er et marked, der søger at sikre fri bevægelighed for varer, kapital, tjenesteydelser og arbejdskraft − også kendt som EU's fire friheder − inden for EU's 27 medlemsstater.
Udover denne frie bevægelighed indebærer det indre marked ligeledes en række regler og principper om, at konkurrencen inden for det indre marked ikke må fordrejes, ligesom medlemslandene forpligter sig til at lave ens regler, sådan at det indre marked kan fungere. Desuden sker der en vis koordination af regler og reguleringer på områder som erhvervsliv, miljøbeskyttelse og social- og arbejdsmarkedspolitik, idet disse områder spiller en væsentlig rolle for et velfungerende indre marked.